# Benson Boone

Firma di Benson Boone

Benson James Boone (Monroe, 25 giugno 2002) è un cantautore statunitense.

## Biografia
Nato e cresciuto nella città di Monroe nello stato di Washington, Boone ha frequentato la Monroe High School, dove ha scoperto il suo talento vocale suonando al pianoforte durante una gara tra band scolastiche. In seguito ha frequentato per sei mesi la Brigham Young University-Idaho, prima di cimentarsi a tempo pieno nel canto.
Ha iniziato a guadagnare popolarità grazie ai suoi contenuti pubblicati su TikTok, e nel 2021 ha partecipato alle audizioni della diciannovesima edizione di American Idol. Nonostante fosse stato selezionato per la successiva fase di Hollywood, Boone ha deciso di lasciare lo show per concentrarsi maggiormente sulla sua carriera. In seguito si è fatto notare da Dan Reynolds degli Imagine Dragons, che gli ha fatto firmare un contratto discografico con la sua etichetta Night Street in partnership con la Warner Records. Il 15 ottobre 2021 ha pubblicato il suo singolo di debutto Ghost Town, che ha raggiunto la prima posizione nella classifica norvegese, la top ten in quella danese ed è entrato anche nella Billboard Hot 100 in patria.
Il 18 febbraio 2022 è uscito il secondo singolo Room for 2. È seguito in aprile In the Stars, che si è collocato nelle top ten di diversi mercati europei ed è diventato anche il primo piazzamento in top forty nella classifica britannica. Il 29 luglio 2022 ha pubblicato il suo EP di debutto, Walk Me Home....
Il 19 gennaio 2024 ha pubblicato il singolo Beautiful Things, divenuto il brano più popolare mondialmente per cinque settimane non consecutive secondo Luminate Data e il titolo più venduto dell'anno secondo l'International Federation of the Phonographic Industry, nonché vincitore dell'MTV Video Music Award al miglior video alternative dell'anno; esso ha anticipato l'album in studio d'esordio Fireworks & Rollerblades, uscito ad aprile e arrivato al 6º posto nella Billboard 200 con 58 000 unità equivalenti. A supporto del disco è stata intrapresa la tournée omonima, incominciata nello stesso mese con date in America del Nord e in seguito estesa fino al gennaio 2025.
Il 28 febbraio 2025 Boone è ritornato sulle scene musicali col singolo Sorry I'm Here for Someone Else, tratto dal secondo LP American Heart, mentre la settimana successiva è stato eletto uno dei quattro migliori artisti nati nel XXI secolo da Billboard. Nell'aprile 2025 si è esibito a fianco di Brian May, chitarrista dei Queen, sul palco del festival di Coachella, eseguendo Bohemian Rhapsody. Due mesi dopo è avvenuta la pubblicazione del secondo album di inediti, American Heart, trainato anche da Mystical Magical e Momma Song.

## Vita privata
Sebbene Boone sia cresciuto come membro della Chiesa di Gesù Cristo dei santi degli ultimi giorni, non si identifica più come tale. Segue ancora alcuni dei valori della Chiesa, come l'astensione dall'uso di droghe e alcol, ma più per preferenza personale che per motivi religiosi.
Dal 2023 vive a Los Angeles. Dal 2024 frequenta la modella, attrice e influencer Maggie Thurmon.

## Discografia
- 2024 – Fireworks & Rollerblades
- 2025 – American Heart

## Tournée
- 2023 – Pulse Tour
- 2024/25 – Fireworks & Rollerblades World Tour
- 2025 – American Heart Tour

Artista d'apertura
- The Eras Tour di Taylor Swift (2024)